# Kisszállás
Kisszállás é um município da Hungria, situado no condado de Bács-Kiskun. Tem 92,05 km² de área e sua população em 2015 foi estimada em 2.372 habitantes.